# 光明洞窟
光明洞窟（韩语： Gwangmyeong Donggul）是南韓京畿道光明市的一個旅遊景點。
光明洞窟在日治時期本是礦坑，光復後關閉。直至2011年首爾當局才將之重新開放，並作為景點營運。